# Yannick Salvetti
Yannick Salvetti (Marseille, 4 de agosto de 1980) é um  ex-jogador de vôlei de praia francês.

## Carreira
A primeira parceria no vôlei de praia pelo circuito mundial foi com Olivier Conte, posteriormente com Eric Meucci, ambos em 2001, já a partir de 2002 formou dupla com Kevin Cès até 2004, passando a jogar em 2005 ao lado de Adrian Caravano, Christophe Le Berre, Guilherm Deulofeu, novamente com Kevin Cès e Fabien Dugrip, retomando em 2006 com Guilherm Deulofeu e permanecendo até 2008.
Retomou a dupla com Fabien Dugrip de 2008 a 2012, depois Edouard Rowlandson e em 2013 ao lado de Jean-Baptiste Daguerre representou seu país na conquista da medalha de bronze nos Jogos do Mediterrâneo de 2013 em Mersin.